# Luhačovice
Luhačovice város Csehországban a Zlíni kerület Zlíni járásában.

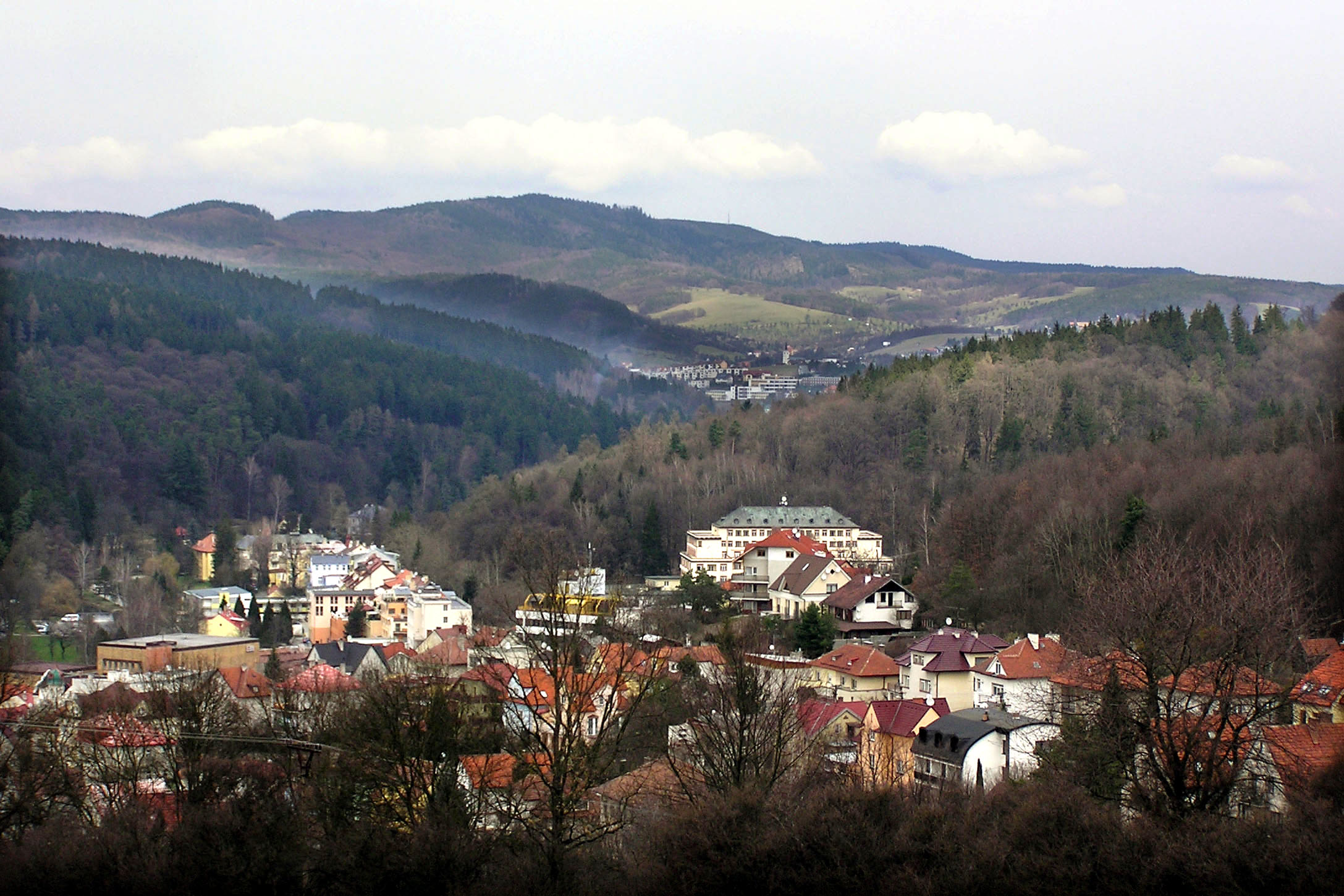
Luhačovice látképe

## Földrajza
Zlíntől 24 km-re délkeletre 253 m tengerszint feletti magasságban fekszik.
Lakosainak száma 5500. Városrészei: Kladná Žilín, Luhačovice, Polichno, Řetechov. Gyógyforrásait főként légzőszervi, emésztőrendszeri és anyagcsere betegségek kezelésére alkalmazzák.

## Története

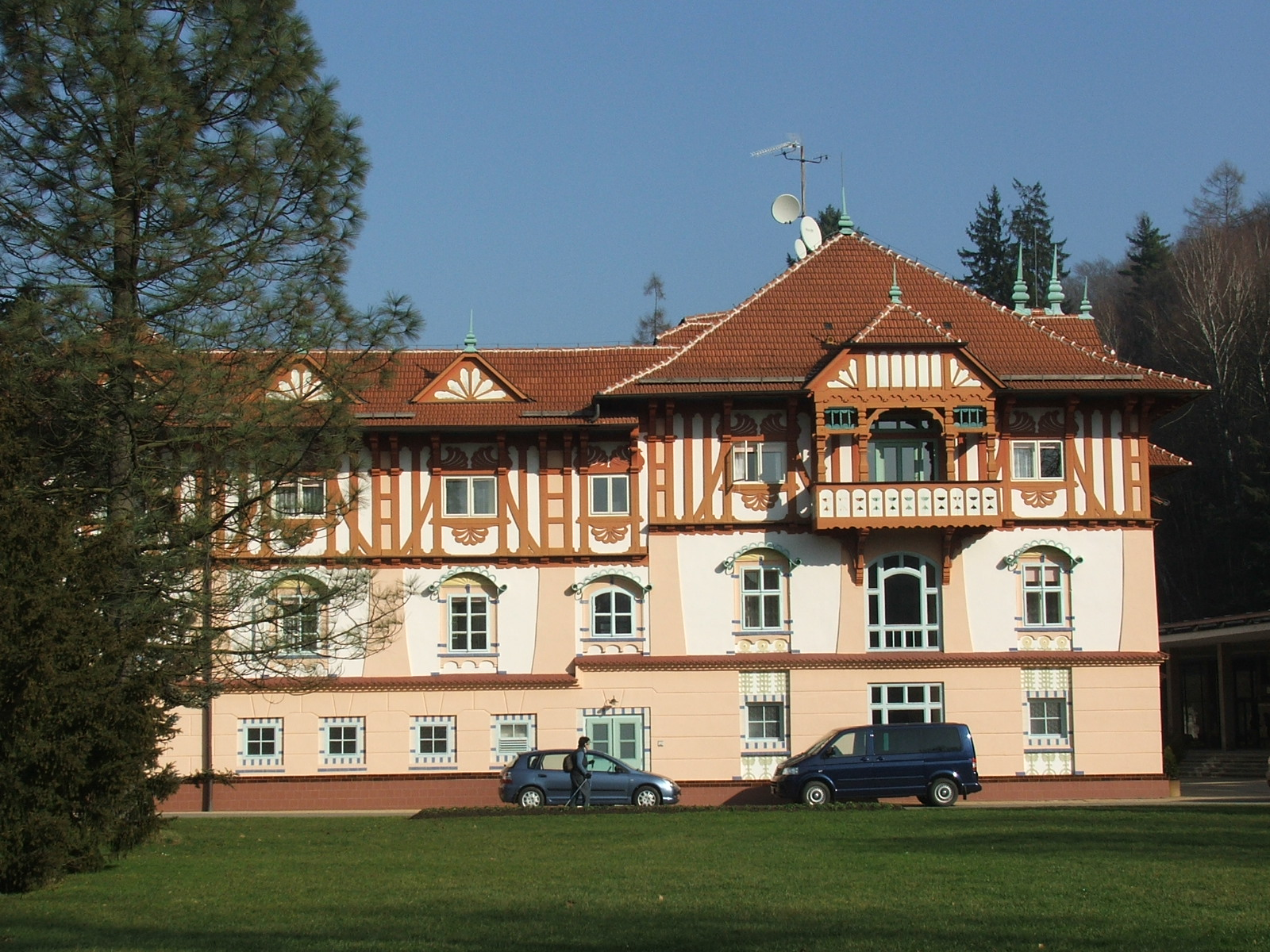
Jurkovič-ház

A község első írásos említése 1415-ből származik. Luhačovicét 1629-ben Serényi gróf vásárolta meg. A helyi gyógyforrások első tudományos ismertetése 1669-ben Jan Ferdinand Hertod Tartaro – Mastix Moraviae című művében található, vegyelemzése pedig Crantz bécsi vegyész 1777-ben megjelent Gesundheitsbrunnen der Österreichischen Monarchie című könyvében. Gyógyvizét 1780-tól már távolabbi vidékekre is szállították. A források közelében 1789-ben vendégfogadót építettek, melyet 1792-ben további fogadók építése követett. E korból származik a Szent Erzsébet kápolna (1795). Serényi János gróf a 19. század első felében palackozót hozott létre, valamint tovább bővítette a fürdőhelyet, melynek következtében a 19. század közepén már 83 vendégszoba állt a vendégek rendelkezésére, s évente 250 vendég vette igénybe a fürdő szolgáltatásait. A forrásoknak nevet adva állított emléket a Serényi családnak. A fürdő legjelentősebb forrásaként számon tartott Vincentka a fürdőalapító Serényi Vince nevét őrzi. Hasonlóan az Aloiska, Amandka, Janovka források és a család későbbi leszármazotta, Serényi Ottó által elnevezett Ottovka forrás, a Serényi család tagjainak nevét őrzik. Részvénytársasággá való átszervezése 1902-ben további nagyarányú fejlesztések kezdetét jelentette, melyek elsősorban dr. František Veselý orvos és Dušan Jurkovič építész nevéhez fűződnek. Színházát 1908-ban avatták fel. A települést 1936-ban városi rangra emelték. Az 1970-es években már 23000 beteget kezeltek évente, s közel 5 millió palack gyógyvizet állítottak elő.

## Nevezetességei
- Elsősorban gyógyfürdőjéről nevezetes.
- Szent Erzsébet kápolna a 18. századból
- Jurkovič-ház szecessziós épülete
- barokk kastély a 18. századból
- Uszodája Dušan Jurkovič építész műve 1902-ből
- Bedřich Smetana-ház. Szecessziós stílusú a 20. század elejéről.

## Testvérvárosok
- Hajdúszoboszló, Magyarország

## Külső hivatkozások
- A város hivatalos honlapja (csehül, németül és angolul)
- A gyógyfürdő honlapja (magyarul)